# Епархия Пьи
Епархия Пьи (лат. Dioecesis Pyayensis) — епархия Римско-Католической церкви с центром в городе Пьи, Мьянма. Епархия Пьи входит в митрополию Янгона. Кафедральным собором епархии Пьи является церковь святого Павла.

## История
9 июля 1940 года Римский папа Пий XII выпустил буллу Quo dominicus, которой учредил апостольскую префектуру Акьяба, выделив её из епархии Читтагонга. 19 сентября 1957 года апостольская префектура Акьяба была переименована в апостольскую префектуру Прома.
21 февраля 1961 года Римский папа Иоанн XXIII издал буллу Cum in iis, которой преобразовал апостольскую префектуру Прома в епархию.
8 октября 1991 года епархия Прома была переименована в епархию Пьи.

## Ординарии епархии
- епископ Thomas Albert Newman (12.07.1940 — 2.10.1975);
- епископ Joseph Devellerez Thaung Shwe (2.10.1975 — 3.12.2010);
- епископ Alexander Pyone Cho (3.12.2010 — по настоящее время).

## Источник
- Annuario Pontificio, Ватикан, 2007
- Булла Quo dominicus, AAS 32 (1940), стр. 540  (лат.)
- Булла Cum in iis, AAS 53 (1961), стр. 649  (лат.)